# Molezon
Molezon település Franciaországban, Lozère megyében. Lakosainak száma 97 fő (2022. január 1.). Molezon Barre-des-Cévennes, Saint-Martin-de-Lansuscle, Sainte-Croix-Vallée-Française, Gabriac és Le Pompidou községekkel határos.

## Népesség
A település népességének változása:
| Lakosok száma | 62   | 86   | 63   | 115  | 89   | 93   | 93   | 96   | 97   | 97   |
|               | 1968 | 1982 | 1990 | 2006 | 2013 | 2015 | 2017 | 2019 | 2020 | 2022 |